# Umwandlung (Schach)
Eine Umwandlung oder Bauernumwandlung im Schach erfolgt, wenn ein Bauer die gegnerische Grundreihe erreicht. Der Bauer ist sofort, als Bestandteil dieses Zuges, durch eine andere Schachfigur gleicher Farbe mit Ausnahme des Königs zu ersetzen, also durch eine Dame (üblicherweise), einen Turm, einen Läufer oder einen Springer. Die umgewandelte Figur wirkt dabei sofort, z. B. durch Schachgebot.

## Bedeutung in der Schachpartie
In der Eröffnung kommen Umwandlungen fast überhaupt nicht vor, weil die Bauern noch zu weit von der gegnerischen Grundreihe entfernt und leicht aufzuhalten sind. Es gibt jedoch einige wenige Eröffnungsfallen, in denen eine Umwandlung durchaus eine Rolle spielt, so z. B. in Albins Gegengambit. Auch im Mittelspiel sind Umwandlungen eher selten. Im Endspiel aber wird die Umwandlung zum beherrschenden Thema, da das Material meist nicht mehr ausreicht, um ohne sie ein Matt zu erzwingen. Die Stellungsbewertung reduziert sich dann im Wesentlichen auf die Frage, wer von den beiden Spielern als erster einen Bauern umwandeln kann. Hierzu ist zunächst die Bildung eines Freibauern erforderlich. Gelingt dies einem Spieler, so muss es das Ziel des anderen sein, den Freibauern aufzuhalten und an der Umwandlung zu hindern. Der Kontrolle des Umwandlungsfeldes kommt dabei eine besondere Bedeutung zu. (Näheres dazu in den Artikeln über Bauernendspiele, Turmendspiele usw.) Da das Materialgleichgewicht durch die Umwandlung extrem verschoben wird, geben viele Spieler die Partie schon auf, sobald sie erkennen, dass sie die Umwandlung eines Bauern nicht mehr verhindern können.
In der Regel wird in eine Dame umgewandelt, da sie die stärkste Figur ist. Wird der Bauer in eine andere, geringerwertige Figur umgewandelt, etwa um eine Springergabel zu geben, so spricht man von Unterverwandlung. Es ist selten sinnvoll, einen Bauern in einen Turm oder einen Läufer zu verwandeln, da eine Dame sämtliche Züge sowohl eines Turms als auch eines Läufers ausführen kann. Jedoch kann in manchen Situationen durch eine solche Umwandlung ein Patt des Gegners verhindert werden.

## Turnierpraxis
|   | a | b | c | d | e | f | g | h |   |
| 8 |   |   |   |   |   |   |   |   | 8 |
| 7 |   |   |   |   |   |   |   |   | 7 |
| 6 |   |   |   |   |   |   |   |   | 6 |
| 5 |   |   |   |   |   |   |   |   | 5 |
| 4 |   |   |   |   |   |   |   |   | 4 |
| 3 |   |   |   |   |   |   |   |   | 3 |
| 2 |   |   |   |   |   |   |   |   | 2 |
| 1 |   |   |   |   |   |   |   |   | 1 |
|   | a | b | c | d | e | f | g | h |   |

Wenn ein Bauer die gegnerische Grundreihe erreicht, dann muss dieser sofort durch die gewünschte Figur ersetzt werden. Da die Auswahl nicht auf bereits geschlagene Figuren beschränkt ist, kann ein Spieler beispielsweise in den Besitz von zwei oder mehr Damen kommen. Der Rekord in einer praktischen Partie liegt bei sechs Damen auf dem Brett, wobei auch gefälschte Partien mit bis zu sieben Damen existieren. Ebenso gab es Partien mit fünf Türmen und fünf Springern.
In der Praxis ergibt sich manchmal das Problem, dass die gewünschte Figur (etwa eine zweite Dame) nicht greifbar ist. In diesem Fall schreiben die Regeln vor, dass der Schiedsrichter oder Wettkampfleiter die Partie unterbricht, indem er die Schachuhr anhält. Ist der Schiedsrichter nicht in der Nähe, so darf der Spieler selbst die Schachuhr anhalten, um den Schiedsrichter zu Hilfe zu rufen (FIDE-Regel 6.12).
Insbesondere in freien Blitzpartien wird es manchmal toleriert, wenn als weitere Dame ein auf den Kopf gestellter Turm eingesetzt wird. Dies ist allerdings nicht regelkonform. Dies spielte z. B. bei der kanadischen Meisterschaft 2017 eine Rolle. In der entscheidenden Blitz-Partie im Stichkampf um den Titelgewinn konnte Nikolay Noritsyn in Zeitnot keine Dame für die Umwandlung finden. Statt die Uhr anzuhalten und den Schiedsrichter um eine Dame zu bitten, stellte er einen umgekehrten Turm auf das Umwandlungsfeld. Der Schiedsrichter erklärte den Zug für korrekt, bestand aber darauf, dass die Umwandlungsfigur ein Turm sei. Dies entschied sowohl die Partie als auch die Kanadische Meisterschaft für seinen Gegner Bator Sambuev.

## Historisches
Im arabischen Schatrandsch wurde ein Bauer, der die gegnerische Grundreihe erreicht hatte, in die schwächste Figur, den Fers, umgewandelt. Nachdem in Europa die moderne Dame mit ihren weit überlegenen Zugmöglichkeiten den Fers ersetzt hatte, gab es vielfältige Umwandlungsregeln. Im 17. Jahrhundert, zur Zeit Gioachino Grecos, konnten Bauern in Spanien und Italien nur in Damen umgewandelt werden. Eine Beschränkung, wie viele Damen ein Spieler haben konnte, existierte nicht. Andererseits gibt es auch Zeugnisse von italienischen Regeln, die nur die Umwandlung in eine Figur erlaubten, die bereits geschlagen worden war. Ähnlich uneinheitlich waren die Umwandlungsregeln in Frankreich und England. Gustavus Selenus sah 1616 in seinem in Deutschland erschienenen Schachbuch vor, dass der Bauer sich in eine Dame umwandelte, jedoch erst, wenn die ursprüngliche Dame vom Brett verschwunden war; zuvor sollte er ohne Umwandlung auf dem Zielfeld stehenbleiben. Andererseits berichtete er auch, dass die besten Spieler unbegrenzt Damenumwandlungen zuließen; in England seien auch Umwandlungen in andere Figuren üblich. Diese und weitere Unklarheiten blieben bis ins 19. Jahrhundert bestehen.
Noch in der Zeit um 1840 galt im deutschsprachigen Raum die Regel, dass sich ein Bauer nur in eine solche Figur umwandeln darf, die vorher geschlagen und somit vom Brett genommen wurde. Der Schweizer Konrad von Orelli schrieb in diesem Jahr in seinem Schachbüchlein, dieser „in Deutschland als allgemein gültig angenommene Grundsatz“ sei der in Frankreich und England verbreiteten gegenteiligen Ansicht bei weitem vorzuziehen. Das habe jedoch zur Folge, dass eine Umwandlung nicht möglich sei, wenn noch keine Figur der umwandelnden Partei geschlagen worden sei. Der Bauer müsse demzufolge als Bauer auf dem Zielfeld stehen bleiben und könne erst durch eine Figur ersetzt werden, wenn eine solche zur Verfügung stehe.
Davon ging zum Beispiel auch Adolf Anderssen in der Vorrede zu seinen Aufgaben für Schachspieler (1842) aus. Dies konnte zu prinzipiellen Schwierigkeiten führen, wie Orelli argumentierte. Unter anderem zeigte er das an nebenstehender Stellung.
|   | a | b | c | d | e | f | g | h |   |
| 8 |   |   |   |   |   |   |   |   | 8 |
| 7 |   |   |   |   |   |   |   |   | 7 |
| 6 |   |   |   |   |   |   |   |   | 6 |
| 5 |   |   |   |   |   |   |   |   | 5 |
| 4 |   |   |   |   |   |   |   |   | 4 |
| 3 |   |   |   |   |   |   |   |   | 3 |
| 2 |   |   |   |   |   |   |   |   | 2 |
| 1 |   |   |   |   |   |   |   |   | 1 |
|   | a | b | c | d | e | f | g | h |   |

In der Diagrammstellung (siehe rechts) wurde noch keine weiße Figur geschlagen. Der Bauer auf a8 hat die feindliche Grundreihe erreicht, konnte sich aber noch nicht umwandeln und blieb daher zunächst Bauer. Weiß muss daher warten, bis eine seiner Figuren geschlagen wird, bevor er diese auf a8 gegen den Bauern eintauschen kann. Ein Problem ergibt sich nun, wenn Weiß 1. Dd3–e4+ zieht. Nach 1. … De7xe4+ würde die geschlagene weiße Dame auf a8 wieder eingesetzt und Schwarz wäre augenblicklich matt. Andererseits stünde aber auch der weiße König im Schach der Dame. Die Frage, was nun Vorrang hat und wie dieses Problem gelöst werden könnte, blieb letztendlich unbeantwortet. 
Anderssen meinte, in solchen Fällen dürfe Schwarz eben nicht schlagen: „Allein diesem Uebelstande würde durch die so natürliche Regel zuvorgekommen, daß der Gegner in dem Falle nicht schlagen darf, wenn er dadurch den vorgerückten Bauer zu einer,  gleichzeitig schachbietenden, Figur macht.“ Damit bliebe nur 1. … Td5 2. Dxd5 matt. 
Um 1850 setzte sich auch in Deutschland die moderne Umwandlungsregel durch. Anderssen vertrat in der zweiten Auflage seiner Aufgaben für Schachspieler 1852 seine abweichende Auffassung nicht mehr, und auch Orelli zeigte sich in seiner Leichtfasslichen Anleitung zum Schachspiel (ebenfalls 1852) befriedigt, dass eine konsensuale Lösung gefunden war, auch wenn sie nicht mit seinen Ansichten übereinstimmte.
|   | a | b | c | d | e | f | g | h |   |
| 8 |   |   |   |   |   |   |   |   | 8 |
| 7 |   |   |   |   |   |   |   |   | 7 |
| 6 |   |   |   |   |   |   |   |   | 6 |
| 5 |   |   |   |   |   |   |   |   | 5 |
| 4 |   |   |   |   |   |   |   |   | 4 |
| 3 |   |   |   |   |   |   |   |   | 3 |
| 2 |   |   |   |   |   |   |   |   | 2 |
| 1 |   |   |   |   |   |   |   |   | 1 |
|   | a | b | c | d | e | f | g | h |   |

Allerdings kam in England noch einmal eine Diskussion über die Modalitäten der Umwandlung auf. Dass jede Umwandlungsfigur erlaubt war und ein Spieler damit auch zwei Damen oder drei Türme auf dem Brett haben konnte, war nun nicht mehr strittig. Vielmehr wurde die Frage gestellt, ob ein Spieler auch dauerhaft auf eine Umwandlung verzichten konnte. Tatsächlich räumte der „Code of Laws of the British Chess Association“ von 1862 den Schachspielern in Regel XIII die zusätzliche Möglichkeit ein, einen Bauern beim Erreichen der gegnerischen Grundlinie nicht in eine Figur umzuwandeln, sondern dort als immobilen Bauern stehen zu lassen. Diese neue Regel scheint jedoch wenig Akzeptanz erfahren zu haben und spielte in der Schachpraxis keine Rolle. Ein solcher „toter Bauer“ konnte allenfalls dazu dienen, ein Selbstpatt herbeizuführen. Eine Studie, in der dieses Manöver den einzigen Remisweg bot, hatten Josef Kling und Bernhard Horwitz bereits 1851 in ihrem Chess Player veröffentlicht. 1883 wurde diese „dead pawn rule“ in den „Revised International Chess Code“ des Internationalen Londoner Schachturniers nicht aufgenommen, Anfang des 20. Jahrhunderts endgültig aufgehoben.
In der nebenstehenden Studie würde 1. bxa8D? glatt verlieren. Schwarz antwortet 1. … gxh3 und setzt im nächsten Zug unabwendbar mit 2. … h2 matt. Dasselbe gilt für die Umwandlungen in Turm, Läufer oder Springer. Auch 1. Lxg2 Ta1+ 2. Lf1 Tb1 verliert sofort.
Wenn aber 1. b7xa8B (also: bleibt Bauer nach der „dead pawn rule“) erlaubt ist, kann Weiß tatsächlich remis halten. Denn 1. … g4xh3 oder 1. … Kg3xh3 setzt patt, der Bauer a8 ist ja unbeweglich. Auf andere Züge schlägt Weiß hingegen den Bauern g2 und es ergibt sich ein Remisendspiel mit ungleichen Läufern.

## Besonderheiten der Umwandlungsregel
|   | a | b | c | d | e | f | g | h |   |
| 8 |   |   |   |   |   |   |   |   | 8 |
| 7 |   |   |   |   |   |   |   |   | 7 |
| 6 |   |   |   |   |   |   |   |   | 6 |
| 5 |   |   |   |   |   |   |   |   | 5 |
| 4 |   |   |   |   |   |   |   |   | 4 |
| 3 |   |   |   |   |   |   |   |   | 3 |
| 2 |   |   |   |   |   |   |   |   | 2 |
| 1 |   |   |   |   |   |   |   |   | 1 |
|   | a | b | c | d | e | f | g | h |   |

|   | a | b | c | d | e | f | g | h |   |
| 8 |   |   |   |   |   |   |   |   | 8 |
| 7 |   |   |   |   |   |   |   |   | 7 |
| 6 |   |   |   |   |   |   |   |   | 6 |
| 5 |   |   |   |   |   |   |   |   | 5 |
| 4 |   |   |   |   |   |   |   |   | 4 |
| 3 |   |   |   |   |   |   |   |   | 3 |
| 2 |   |   |   |   |   |   |   |   | 2 |
| 1 |   |   |   |   |   |   |   |   | 1 |
|   | a | b | c | d | e | f | g | h |   |

|   | a | b | c | d | e | f | g | h |   |
| 8 |   |   |   |   |   |   |   |   | 8 |
| 7 |   |   |   |   |   |   |   |   | 7 |
| 6 |   |   |   |   |   |   |   |   | 6 |
| 5 |   |   |   |   |   |   |   |   | 5 |
| 4 |   |   |   |   |   |   |   |   | 4 |
| 3 |   |   |   |   |   |   |   |   | 3 |
| 2 |   |   |   |   |   |   |   |   | 2 |
| 1 |   |   |   |   |   |   |   |   | 1 |
|   | a | b | c | d | e | f | g | h |   |

FIDE-Regel 3.7.e besagt:

„Sobald ein Bauer diejenige Reihe erreicht hat, die am weitesten von seinem Ursprungsfeld entfernt ist, muss er als Teil desselben Zuges gegen eine Dame, einen Turm, einen Läufer oder einen Springer derselben Farbe ausgetauscht werden. Die Auswahl des Spielers ist nicht auf bereits geschlagene Figuren beschränkt. Dieser Austausch eines Bauern für eine andere Figur wird ‚Umwandlung‘ genannt, und die Wirkung der neuen Figur tritt sofort ein.“

Die ausdrückliche Bedingung einer Umwandlung in eine Figur derselben Farbe schließt aus, den Bauern in eine gegnerische Figur umzuwandeln, so dies in einer Situation opportun wäre. Im gezeigten Diagramm könnte Weiß etwa nach g7–g8 den Bauern in einen schwarzen Springer umwandeln und den schwarzen König dadurch im selben Zug matt setzen.